# カトルメール・ド・カンシー
カトルメール・ド・カンシーとして知られるアントワーヌ・クリゾストーム・カトルメール（Antoine Chrysostôme Quatremère de Quincy、1755年10月21日 - 1849年12月28日）は、フランスの著作家、建築史研究家、美術史家である。1788年から1825年にかけてパンクック(Charles-Joseph Panckoucke)によって出版された「Dictionnaire d'architecture （建築歴史事典）」(3巻)の編集者であり、多くの芸術家の伝記なども著わした。

## 略歴
パリで生まれた。父親は1780年に貴族の爵位を受けた有力な商人であった。リセ・ルイ＝ル＝グランで学び、建築と彫刻を研究し、1776年にイタリアを旅し、ローマやナポリにしばらく滞在した。この旅で得た知識が建築歴史事典の執筆に用いられた。1785年に著した論文が考古学会の賞を得て出版の仕事をしていたパンクック(Charles-Joseph Panckoucke)から建築歴史事典執筆の依頼を受けることになりた。
フランス革命中は王党派、穏健派の議員として活動し、1796年に反乱に加担した疑いで死刑判決を受け、9カ月後に無罪となったり、1797年の反版王党派のクーデター(フリュクティドール18日のクーデター）後は身を隠さなければならなかった。1799年のナポレオンが権力を掌握したクーデター（ブリュメール18日のクーデター）の後、統領政府に呼ばれ、公職に復帰した。
1814年にフランス復古王政が始まると王室のために働き、王室の検閲官に任じられるが、芸術の自由を主張する立場であったので検閲官はすぐに辞任するが、1815年にも芸術に関する役職につき、1816年に絵画彫刻アカデミーと音楽アカデミー、建築アカデミーが統合されて設立された芸術アカデミーの事務局長の仕事を1816年から1839年まで務めた。1820年から1822年の間は再び議員を務めた。
レジオンドヌール勲章（オフィシエ）や聖ミカエル勲章を受勲した。

## 著作
- "Dictionnaire d'architecture" Panckoucke 編集の "l'Encyclopédie méthodique"のシリーズとして出版, 3 vols., Paris, 1788/1825
- Le Jupiter olympien ou l’Art de la sculpture antique considéré sous un nouveau point de vue, 1814
- Essai sur la nature, le but et les moyens de l’imitation dans les beaux-arts, 1823 (Digitalisat)
- Histoire de la vie et des ouvrages des plus célèbres architectes du XIe siècle jusqu’à la fin du XVIIIe, 1830
- Canova et ses ouvrages, ou Mémoires historiques sur la vie et les travaux de ce célèbre artiste, 1834
- Recueil de dissertations archéologiques, 1836
- Essai sur l’idéal dans ses applications pratiques aux oeuvres de l’imitation propre des arts du dessin, 1837